# Lago delle Malghette
Il lago delle Malghette è un lago alpino del Trentino nord-occidentale. Si trova in val Meledrio a 1890 metri di quota, nel Parco Naturale Adamello-Brenta. 
L'acqua del lago viene utilizzata per alimentare l'acquedotto di Campo Carlo Magno e Folgarida.

## Geografia
Si tratta di un lago di sbarramento di origine naturale. È situato nel Parco Naturale Adamello-Brenta nell'alta val Meledrio, in un ambiente caratterizzato da boschi di conifere e prati, su di una terrazza che affaccia verso est sulle Dolomiti di Brenta settentrionali. Ad ovest è sovrastato dal Monte Nambino, Cima Lasté e Cima Artuick. Nei pressi del lago sono situati un rifugio e i resti di Malga Piano.
È raggiungibile a piedi dall'abitato di Campo Carlo Magno, oppure alternativamente dalla Malga Dimaro o Malga Zeledria.